# Възпоменателна банкнота
Възпоменателна банкнота е банкнота, която Националната банка на държава емитира за да отбележат някакво конкретно събитие. Сред тези държави са Бангладеш, Бразилия, България, Гамбия, Замбия, Канада, Коста Рика, Малайзия, Приднестровие, Сингапур и Фиджи.

## Възпоменателни банкноти в България
В България име една емитирана една възпоменателна банкнота.
| Снимка | Снимка | Стойност | Размери     | Основен цвят | Описание                    | Описание | Описание                               | Дата на отпечатване | Бележка                                                                                    |
| Лице   | Гръб   | Стойност | Размери     | Основен цвят | Лице                        | Гръб | Воден знак                             | Дата на отпечатване | Бележка                                                                                    |
| ------ | ------ | -------- | ----------- | ------------ | --------------------------- | --- | -------------------------------------- | ------------------- | ------------------------------------------------------------------------------------------ |
|        |        | 20 лева  | 134 × 77 mm | Лилав        | Елементи от сградата на БНБ | Реплика на първата българска банкнота, старата сграда на БНБ, седнала женска фигура, държавният герб на Княжество България | полутоново изображение на изправен лъв | 2005                | Ограничена емисия по повод 120 г. от навлизането в обращение на първите български банкноти |